# Murki, Aurad
Murki là một làng thuộc tehsil Aurad, huyện Bidar, bang Karnataka, Ấn Độ.